# شينجي تاكاو
شينجي تاكاو (باليابانية: 高尾紳路؛ بالكانا: たかお しんじ) هو لاعب الغو ‏ ياباني، ولد في 26 أكتوبر 1976 في تشيبا في اليابان.